# قادرآباد (مریوان)
{{جعبه اطلاعات روستای ایران
|نام رسمی=قادرآباد
|عرض جغرافیایی=
|طول جغرافیایی=
|تصویر= 
|اندازه تصویر= 
|توضیح تصویر= 
|استان=کردستان
|شهرستان=مریوان
|بخش= [[بخش سرشیو سنندج|سرشیو]]
|دهستان=گلچیدر
|نام بومی=دره ویان قادرآباد
|نام دیکر=
|نام قدیمی=
|تاریخ بنیان‌گذاری=۱۳۳۵ 
|جمعیت= ۱۷۶ نفر
|رشد جمعیت=
|تراکم‌جمعیت=
|مساحت=
|ارتفاع= 
|پیش‌شماره=۰۸۷۵
|وبگاه=
|پانویس=
}}
قادرآباد ، روستایی از توابع بخش سرشیو شهرستان کلاترزان در استان کردستان ایران است.قادرآباد توسط قادربیگ بابان که از طایفه بابان بوده آباد شد.قادر بیگ که از بیگان بابان بوده و پسرمحمد سعید بیگ فرزند حسین بیگ بابان و فرزند حاجی ابراهیم بیگ بابان می‌باشند (شایان ذکر است که حسین بیگ و حاج ابراهیم بیگ بابان خود مالک و خان شهرهای اطراف سلیمانی عراق بوده‌اند که به ابراهیم آباد و خه لوذه شهرت داشته‌اند )قادر بیگ به محمد بیگ بابان که برادر احمد بیگ بابان بوده می‌رسد.
قادر بیگ بابان( ۱۳۰۷_شهری در عراق)( ۱۳۷۷ _سنندج ایران) که تنها پسر محمدسعیدبیگ بوده و قادربیگ دو همسر از خانواده‌های بابان و اردلان دارد که حاصل این ازدواج ۵پسر و۴دختر میباشد قادر بیگ علاقه زیادی به اشعارکردی داشت .

## جمعیت
این روستا در دهستان گلچیدر قرار دارد و براساس سرشماری مرکز آمار ایران در سال ۱۳۸۵، جمعیت آن ۱۷۶ نفر (۳۶خانوار) بوده‌است.